# Tucetona subtilis
Tucetona subtilis is een tweekleppigensoort uit de familie van de Glycymerididae. De wetenschappelijke naam van de soort is voor het eerst geldig gepubliceerd in 1956 door Nicol.